# Krivotvorenje
Krivotvorenje, falsifikovanje ili prepravljanje, je imitiranje, oponašanje, koje je obično napravljeno sa namerom prevare, odnosno da se prosledi (ili proda, ako je roba) nekome, kao da je original. Falsifikovani proizvodi se više puta prave sa ciljem da se da prednost vrednosti imitiranog proizvoda.
Reč falsifikovanje se odnosi kako na falsifikovanje novčanica i dokumenata, tako i imitaciju odeće, softvera, lekova, satova, elektronike i logoa i brendova raznih kompanija. U slučaju robe, to rezultira u kršenju prava patenata i kršenju prava zaštitinih znakova.
Falsifikovanje novca se obično strogo sprečava, od strane vlasti.
Lažni novac je valuta koja je nelegalno napravljena, bez odobrenja vlade ili države. Lažne vladine obveznice su instrumenti javnog duga, napravljeni bez zakonske dozvole, sa namerom da se „unovče” za pravi novac, ili da posluže posredno kao osiguranje za dobijanje kredita.
Prepravljanje dokumenata je proces pravljenja ili prepravke dokumenata sa namerom obmane. To je oblik prevare, i često je ključna tehnika u izvršenju krađe nečijeg identiteta.
Falsifikovani novac, dokumenti i roba se mogu otkriti istragom različitih karakteristika. Novac ima različite vrste zaštite od falsifikovanja, koje su nekad vidljive, a nekad su skrivene.
Prepravljanje robe je kriminal koji donosi gubitak u svetskoj privredi od 400 milijardi američkih dolara, godišnje. Nove tehnlogije, poput holografije, pomažu da se označi originalna roba.